# Janjira (stato)
Lo Stato di Janjira fu uno stato principesco del subcontinente indiano, avente per capitale la città di Janjira.

## Storia
Nel 1489 un mercante africano (proveniente dall'Abissinia) al servizio del Sultanato di Ahmadnagar prese possesso dell'isola di Janjira e vi stabilì un proprio dominio. Nel secolo successivo i governanti locali si posero spontaneamente sotto la sovranità del Sultanato di Bijapur. Tra XVII e XVIII secolo Janjira riuscì a resistere ai ripetuti attacchi dell'Impero maratha.

### Le relazioni con l'Impero ottomano

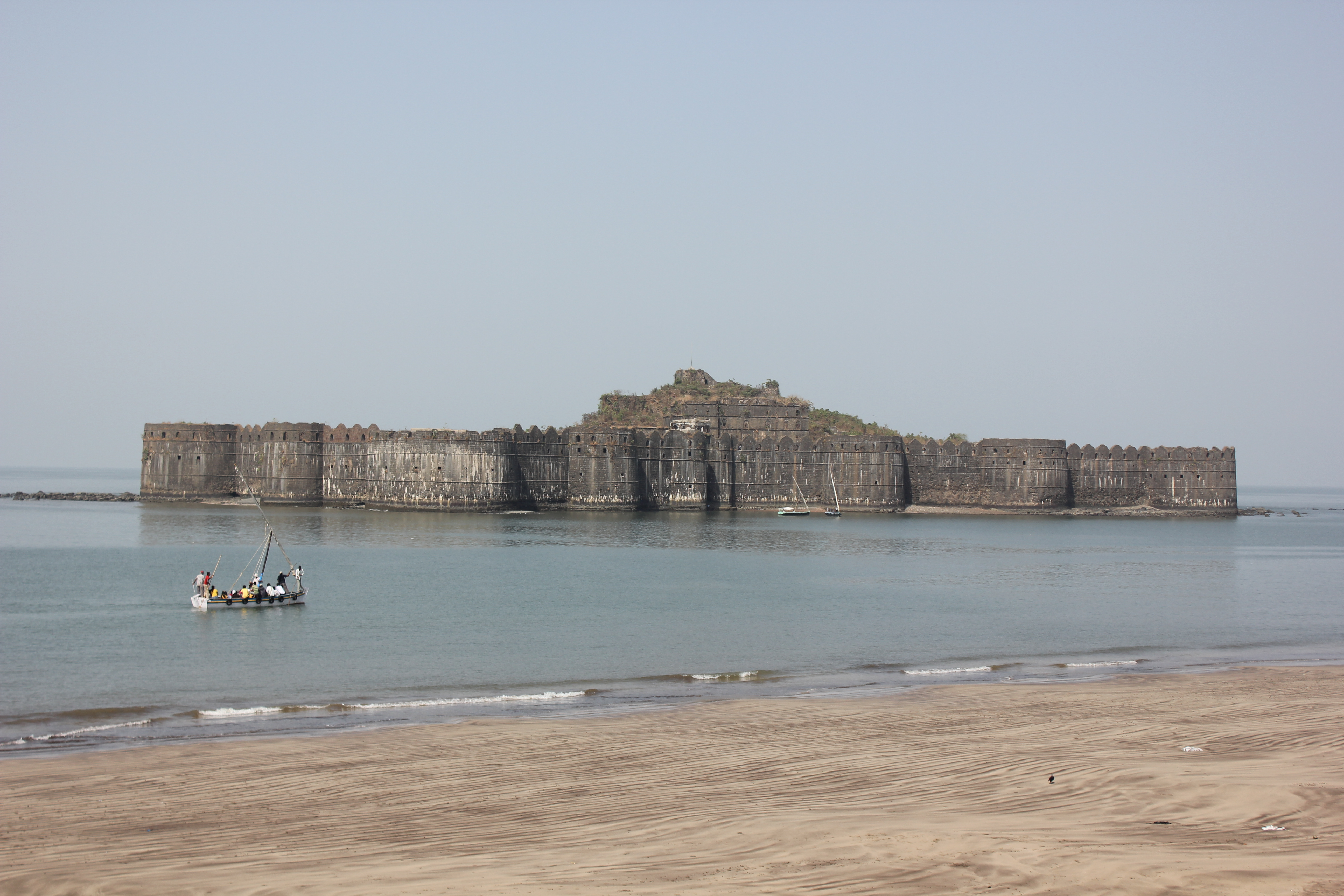
Veduta del forte marittimo di Janjira

Secondo dei registri ottomani, una forza combinata di ottomani e truppe di Janjira combatté la flotta portoghese nel 1587 nello Yemen. Da quel momento in poi Janjira giocò un ruolo importante nella resistenza ai portoghesi in tutta la regione.
Altre furono le occasioni di cooperazione con l'Impero ottomano quando ad esempio la flotta ottomana giunse ad Aceh e la Spedizione ottomana ad Aceh includeva 200 marinai malabar dello Stato di Janjira che aiutarono la regione di Batak e l'Asia Sudorientale Marittima nel 1539.
Il sultano Aurangzeb concesse per questa operazione 2000 uomini a Janjira oltre ad approvvigionamenti, munizioni, due fregate e due grandi Man-of-war. Le navi giunsero al porto di Bombay al comando di Siddi Kasim e di Siddi Sambal nel 1677. La più grande nave mughal denominata Ganj-I-Sawai che portava a bordo 800 cannonieri e 400 moschetti si trovava al porto di Surat
In un'altra occasione, la Compagnia dell'India Orientale annotava nel 1673 che la flotta di Janjira era composta da cinque fregate, due Man-of-war ed una serie di quindici vascelli catturati nei mari. Aurangzeb, che si servì sempre più spesso della possente flotta dello stato di Janjira, giunse a pagare la strabiliante somma di 400.000 rupie annue per poterla mantenere.

### Le relazioni coi maratha
Il principale competitore dello stato di Janjira fu sicuramente la famiglia Angrias, una casata di stirpe maratha che disponeva di forti marittimi e navi ancorate a sud di Konkan.
Nel 1733, il pasciò Bajirao dell'Impero maratha lanciò una campagna contro Janjira. Le forze di Bajirao, ad ogni modo, non riuscirono a catturare il forte di Janjira, ma buona parte dell'area acircostante e pertanto furono in grado di negoziare un trattato loro favorevole che, sebbene solo nella forma, garantì loro la sottomissione dello stato di Janjira ai maratha.
Quando gli inglesi giunsero nell'area di Konkan, i ripetuti attacchi dei maratha contro Janjira cessarono. Lo stato di Janjira venne amministrato come parte dell'Agenzia degli Stati del Deccan della Presidenza di Bombay, fondata nel 1799. Nel XIX secolo i governanti locali furono autorizzati a mantenere una forza militare propria di 123 uomini.
A seguito dell'indipendenza indiana nel 1947, lo stato venne definitivamente unito all'India, perdendo la propria tradizionale indipendenza.

## Governanti
I governanti dello stato di Janjira ebbero il titolo di wazir, poi dal 1803 ottennero quello di nawab.

### Wazirs di Janjira
- 1676 - 1703 Kasim Yaqut Khan II                (m. 1703)
- 1703 - 1707 Amabat Yaqut Khan II
- 1707 - 1732 Surur Yakut Khan II                (m. 1732)
- 1732 - 1734 Hasan Khan (1ª volta)              (m. 1746)
- 1734 - 1737 Sumbul Khan
- 1737 - 1740                `Abd al-Rahman Khan
- 1740 - 1745 Hasan Khan (2ª volta)              (s.a.)
- 1745 - 1757 Ibrahim Khan I (1ª volta)          (m. 1761)
- 1757 Mohammad Khan I                    (m. 1757)
- 1757 - 1759 Ibrahim Khan I (2ª volta)          (s.a.)

### Thanadar di Jafarabad e Wazir di Janjira
- 1759 - 1761 Ibrahim Khan I                     (s.a.)
- 1761 - 1772 Yaqut Khan (usurpatore dal 6 giugno 1772) (m. 1772)
- 1772 - 1784                `Abd al-Rahim Khan                 (m. 1784)
- 1784 - 1789 Jauhar Khan                        (m. 1789)
  - - in disputa con -
    - 1784 - 1789                `Abd al-Karim Yaqut Khan
- 1789 - 1794 Ibrahim Khan II                    (m. 1826)
- 1794 - 1803 Jumrud Khan                        (m. 1803)

### Nawab
- 1803 - 1826 Ibrahim Khan II                    (s.a.)
- 1826 - 31 agosto 1848 Mohammad Khan I                    (m. 1848)
- 31 agosto 1848 – 28 gennaio 1879 Ibrahim Khan III                   (n. 1825 - m. 1879)
- 28 gennaio 1879 -  2 maggio 1922 Ahmad Khan                         (n. 1862 - m. 1922) (dal 1º gennaio 1895, Sir Ahmad Khan)
  - 28 gennaio 1879 – 11 ottobre 1883... - reggente
- 2 maggio 1922 – 15 agosto 1947 Mohammad Khan II                   (n. 1914 - m. 1972)
  - 2 maggio 1922 -  9 novembre 1933 Kulsum Begum (f) -reggente         (n. 1897 - m. 1959)